# باول لاك
باول لاك (بالإنجليزية: Paul Lake)‏ (28 أكتوبر 1968 بمانشستر في المملكة المتحدة - ) هو لاعب كرة قدم بريطاني في مركز الدفاع. شارك مع منتخب إنجلترا تحت 21 سنة لكرة القدم ومنتخب إنجلترا لكرة القدم الرديف. أما مع النوادي، فقد لعب مع مانشستر سيتي.

## وصلات خارجية
- باول لاك على موقع قاعدة بيانات كرة القدم.إي يو (الإنجليزية)
- باول لاك على موقع عالم كرة القدم.نت (الإنجليزية)